# Sabulodes matrica
Sabulodes matrica là một loài bướm đêm trong họ Geometridae.